# Sorex macrodon
Sorex macrodon är en däggdjursart som beskrevs av Clinton Hart Merriam 1895. Sorex macrodon ingår i släktet Sorex och familjen näbbmöss. IUCN kategoriserar arten globalt som sårbar. Inga underarter finns listade i Catalogue of Life.
Denna näbbmus förekommer i bergstrakter i delstaterna Oaxaca, Puebla och Veracruz i Mexiko. Utbredningsområdet ligger 1200 till 2600 meter över havet. Arten hittades bland annat på fuktiga strandlinjer intill vattendrag i molnskogar samt under klippor i lövskogar. Födan utgörs främst av insekter.
Arten blir med svans 128 till 136 mm lång, svanslängden är 49 till 52 mm och vikten varierar mellan 9,8 och 11,3 g. Bakfötterna är 14 till 16 mm långa och öronen är 5 till 7 mm stora. På ovansidan och på svansen förekommer mörkbrun päls och undersidan är lite ljusare. I överkäken finns fyra enkelspetsiga tänder bakom de inre framtänderna och den tredje enkelspetsiga tanden är mindre än den fjärde. Andra avvikande detaljer av tänderna skiljer Sorex macrodon från andra släktmedlemmar. Skillnaden mot Sorex veraepacis är däremot inte tydlig.
När honan inte är brunstig lever varje exemplar ensam. Sorex macrodon kan vara dag- och nattaktiv. För övrigt antas att levnadssättet är lika som hos andra släktmedlemmar.